# خوليو سيزار خيمينيز
خوليو سيزار خيمينيز (بالإسبانية: Julio César Jiménez)‏ (27 أغسطس 1954 في الأوروغواي - ) هو لاعب كرة قدم أوروغواني في مركز الوسط، شارك في كأس العالم 1974. وشارك مع منتخب الأوروغواي لكرة القدم. أما مع النوادي، فقد لعب مع انيستتوتو وبنيارول وفيرو كاريل أويستي وفيليز سارسفيلد ومونتيفيديو واندررز ونادي برشلونة ب ونادي برشلونة ونادي خورخي ويلسترمان ويونيون دي سانتا في وسان مارتين دي توكومان ‏ وديبورتيفو مانيسيبال ‏ وClub Atlético Douglas Haig ‏.

## وصلات خارجية
- خوليو سيزار خيمينيز على موقع قاعدة بيانات كرة القدم.إي يو (الإنجليزية)
- خوليو سيزار خيمينيز على موقع ناشيونال فوتبول تيمز (الإنجليزية)
- خوليو سيزار خيمينيز على موقع عالم كرة القدم.نت (الإنجليزية)